# Ukrudtsbekæmpelse med kemiske midler
Se også kemisk ukrudtsbekæmpelse
|  | Denne artikel er oprettet af botten Steenthbot ud fra en ekstern database. Den kan derfor have sproglige fejl eller mangler. Denne skabelon kan fjernes efter kontrol af indholdet. |

Ukrudtsbekæmpelse med kemiske midler er en dansk dokumentarfilm fra 1966 instrueret af Ernst Møholt.

## Handling
Filmen præsenterer de forskellige grupper af kemiske ukrudsbekæmpelsesmidler og orienterer om deres kemiske struktur, samt midlernes virkning på såvel ukrudt som kulturplanter.